# Deep Wound
Deep Wound est un groupe de punk hardcore américain, formé à Westfield (Massachusetts) et seulement actif de 1982 à 1984. Le groupe marque la première collaboration musicale entre J Mascis et Lou Barlow.

## Biographie
Le groupe est formé en 1982 par Lou Barlow (guitare), Scott Helland (basse) et Jay Otto (chant), camarades de lycée à Westfield, Massachusetts,,. Originaire d’Amherst, J Mascis rejoint le groupe après avoir répondu à l'annonce « Cherche batteur très rapide, influences Black Flag et Minor Threat. » Il introduit également son ami Charlie Nakajima, qui remplace Jay Otto au chant,. Le quatuor prend ses marques sur les scènes locales, fait parler de lui dans quelques fanzines, et enregistre une démo.
Deep Wound publie en 1983 un EP de neuf titres sur le label Radiobeat Records. Le groupe enregistre également deux titres pour la compilation Bands That Could Be God, supervisée par Gerard Cosloy, futur cofondateur de Matador Records. D'autres enregistrements du groupe émergent ensuite sous forme de bootlegs.
Le groupe se sépare à l'été 1984. Mascis et Barlow forment ensuite Dinosaur Jr., tandis que Scott Helland rejoint le groupe Outpatients (en).

## Membres
- Charlie Nakajima - chant
- Lou Barlow - guitare
- Scott Helland - basse
- J Mascis - batterie

## Discographie
En 2006, le label indépendant britannique Damaged Goods (en) a publié une compilation de l'ensemble des enregistrements du groupe.